# علاقات قطر الخارجية

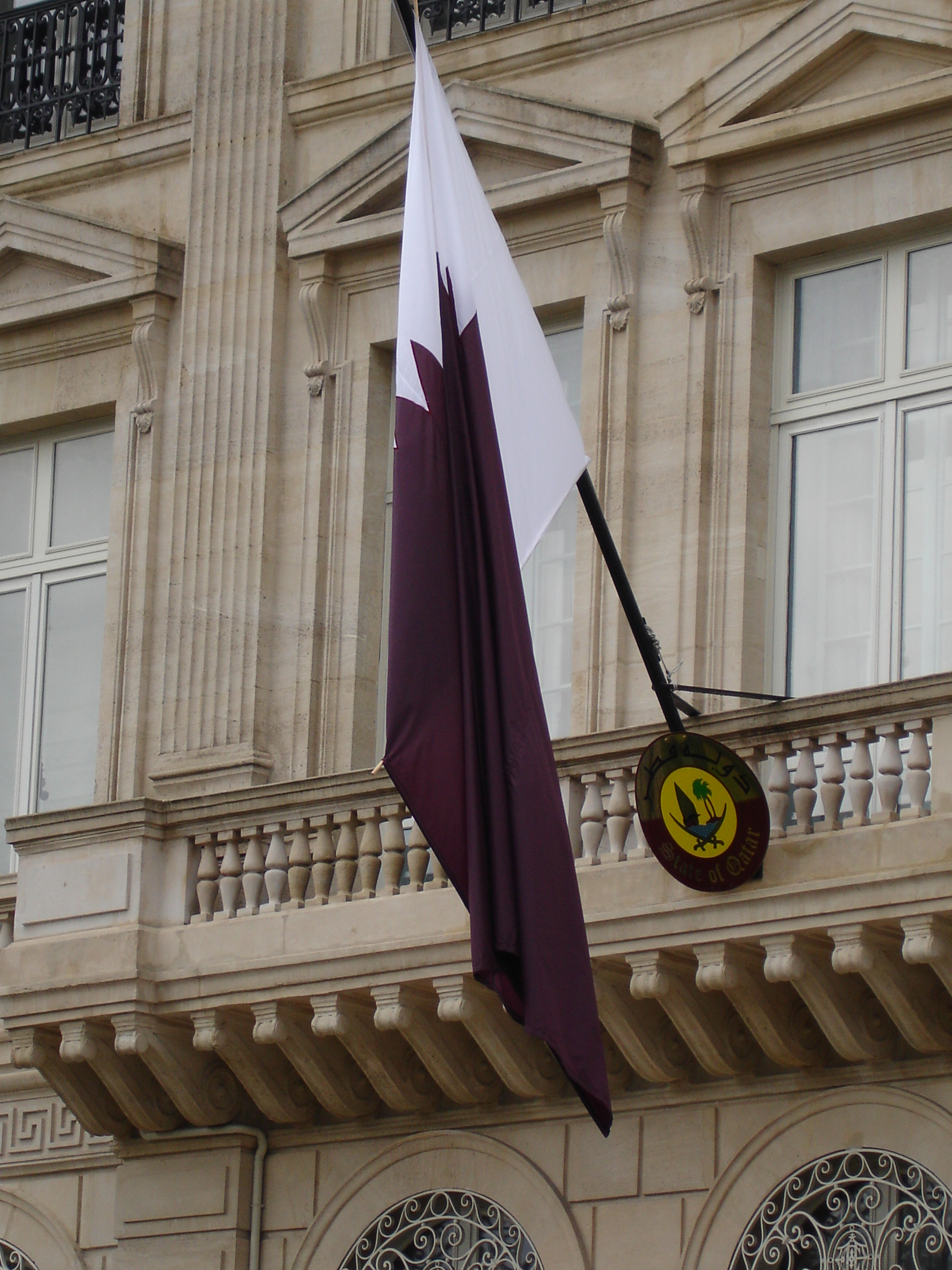
سفارة قطر في باريس

بدأت علاقات قطر الخارجية تشهد تغيرًا، مع تولي حمد بن خليفة آل ثاني مقاليد الحكم في دولة قطر، في 27 يونيو من عام 1995م؛ وقد تم تغيير جذري في السياسة الخارجية القطرية، نتج عنه تثبيت مكانة دولة قطر في العلاقات الدولية، مما خولها للعب دور مؤثر وفق سياسة تنتهج الشفافية والواقعية ودقة التقييم والتوازن السياسي، وتشكل الجولات في عدد من الدول، وزيارات عدد من القادة والمسؤولين من دول العالم إلى دولة قطر مؤشرًا على موقع قطر في خريطة العلاقات الدولية.
وقد كان لوزير الخارجية آنذاك، حمد بن جاسم بن جبر آل ثاني، له دور كبير في تكثيف الاتصالات بمختلف دول العالم، وتقوم السياسة الخارجية القطرية على ركائز وقواعد ثابتة على مختلف المستويات إقليميًّا ودوليًّا.

## دول الخليج العربي
على الصعيد الخليجي، تحاول دولة قطر تشجيع مسيرة التعاون بين دول مجلس التعاون لدول الخليج العربية، من خلال حضورها الدائم ومشاركتها الفاعلة في الندوات والاجتماعات الخليجية، وبحث القضايا والتحديات التي تواجه المنطقة. كما تدعو قطر دومًا إلى تعزيز مكانة مجلس التعاون الخليجيباعتباره نموذجًا للتكامل والتنسيق، يقود إلى توحيد مواقف الدول الأعضاء.

## نحو العرب
تشجع دولة قطر كافة الجهود التي تبذلها جامعة الدول العربية، لتصفية الأجواء، وتحقيق المصالحة، وإعادة الاعتصام العربي، منذ دخولها الجامعةَ في عام 1971م، كما تدعم عملية السلام في الشرق الأوسط؛ إيمانًا منها بضرورة تحقيق السلام الشامل لكل شعوب المنطقة، وتشدد على ضرورة الانسحاب الإسرائيلي الكامل من جميع الأراضي العربية المحتلة، بما فيها القدس ومرتفعات الجولان وجنوب لبنان، واستعادة الشعب الفلسطيني لحقوقه الوطنية المشروعة، في إنشاء دولته المستقلة، وعاصمتها القدس.

## الربيع العربي
مع اندلاع ثورات الربيع العربي وقف أمير قطر الشيخ حمد بن خليفة آل ثاني إلى جانب الثورات العربية، واتخذت بلاده مواقف متقدمة في دعم بلدان الربيع العربي، خاصة على المستوى الاقتصادي.

## العلاقات الثنائية لدولة قطر

### العلاقات مع نيجيريا
تتّسم العلاقات الثنائية بين دولة قطر وجمهورية نيجيريا الإتحادية بالودية حيث أن هناك تطابق في وجهات النظر حول العديد من القضايا الدولية والإقليمية وشهدت العلاقات الثنائية تطوراً ملحوظاً خلال الفترة السابقة خصوصاً بعد إجراءات الانتخابات الرئاسية وفوز الرئيس محمدو بهاري بمنصب رئيس الجمهورية بدون أعمال عنف.

### العلاقات مع البرازيل
اتسعت العلاقة القطرية البرازيلية منذ فتحت دولة قطر سفارتها في برازيليا في يناير عام 1997، كما قامت دولة برازيل بفتح سفارتها في الدوحة عام 2005. ومن ثم تمّت اتفاقيات عدة بين الدولتين في مجال الطيريان، والمجال الثقافي، والمجال الرياضي والمشاور السياسية بين وزارتي خارجية البلدين.

### العلاقات مع إسرائيل
بدأت العلاقات القطرية الإسرائيلية بعد مؤتمر مدريد، وعقبت ذلك زيارة شيمعون بيريز لقطر، وتوقيع اتفاقيات بيع الغاز القطري لإسرائيل، وإنشاء بورصة الغاز القطرية في تل أبيب.

### العلاقات مع الولايات المتحدة الأمريكية
اتسعت العلاقات القطرية الأمريكية منذ افتتحت السفارة الأمريكية في الدوحة في شهر مارس، سنة 1973م. تتعاون الدولتان في تنسيق المبادرات الدبلوماسية، بما يضمن أمن منطقة الخليج العربي. كما تستضيف قطر مقر القيادة المركزية للقوات المسلحة الأمريكية في قاعدة العديد الجوية.

### العلاقات مع الصين
إن العلاقات القطرية الصينية الآن في أوجها حيث يتعاون البلدان بشكل استراتيجي في مجال الطاقة والتنسيق السياسي في مجالات مثل قضية دارفور في غرب السودان وقضية فلسطين. حاول البلدان في المرحلة الأولى معرفة إمكانات وفرص التعاون في مختلف القطاعات ، وخاصة الطاقة والبتروكيماويات. وافتتحت المرحلة الثانية بزيارة صاحب أمير دولة إلى الصين بمفهوم جديد تجاه آسيا. وأرست الزيارة أساسًا قويًا للعلاقات الثنائية حيث وقع البلدان العديد من الاتفاقيات التي تغطي التعاون الاقتصادي والسياسي والثقافي وأنواع أخرى من التعاون. المرحلة الثالثة ، التي قد تكون أهم مرحلة في تاريخ العلاقات الثنائية ، بدأت في نوفمبر 2014 ، عندمازار ملك دولة قطر الشيخ تميم بن حمد آل الثاني بلاد الصين. وبذلك دخلت العلاقات الثنائية حقبة جديدة من الشراكة الإستراتيجية بإعلان مشترك وسط اهتمام محلي وإقليمي ودولي. وحققت الزيارة نجاحات كبيرة من خلال التوقيع على الاتفاقيات التالية:
1. توقيع مذكرة تفاهم بشأن دفع التعاون القطري الصيني في بناء الحزام الإقتصادي لطريق الحرير وطريق الحرير البحري بين وزارة الخارجية بدولة قطر، ولجنة الدولة للتنمية والإصلاح لجمهورية الصين الشعبية.[7]
2. التوقيع على البرنامج التنفيذي الأول في مجال التعليم والبحث العلمي لاتفاق التعاون التربوي والثقافي بين حكومة دولة قطر وحكومة جمهورية الصين الشعبية.
3. توقيع مذكرة تفاهم بين مصرف قطر المركزي وبنك الشعب الصيني حول تعزيز التعاون في الخدمات المالية بين دولة قطر و جمهورية الصين الشعبية.
4. توقيع اتفاقية بين مصرف قطر المركزي وبنك الشعب الصيني حول تبادل العملة الصينية Swap agreement.
5. مذكرة تفاهم بين مصرف قطر المركزي والمفوضية الخاصة بالرقابة والإشراف على القطاع المصرفي الصيني CBRC.
6. مذكرة تفاهم في مجال الرياضة بين وزارة الشباب والرياضة بدولة قطر ومصلحة الدولة للرياضة بجمهورية الصين الشعبية.

زار أيضاً من الجانب الصيني سعادة وانغ يي وزير الخارجية الصيني دولة قطر خلال الفترة من 11 – 12/ 5/2016 حيث قام بزيارة رسمية وشارك في الدورة السابع للاجتماع الوزاري لمنتدى التعاون العربي – الصيني ، كما زار دولة قطر سعادة السيد أركين أمير البك رئيس اللجنة الدائمة للمجلس الوطني لنواب الشعب الصيني.
إلى جانب هذه الزيارات والتفاقيات الهامة الهامة فقد تم تطور واضح في مجالات جديدة هامة وهي كالتالي:
- التعاون الاقتصادي والمالي
- بناء الشراكات الإقتصادية والتجارية بين غرفة تجارة وصناعة قطر والغرف الصينية
- السنة الثقافية 2016 وافتتاح معرض اللؤلؤ
- افتتاح القنصلية العامة في قوانغتشو[8]

## الأزمة الخليجية
شهد الخامس من مارس/ آذار 2014م لحظة فارقة في تاريخ دول مجلس التعاون الخليجي، وذلك عندما سحب ثلاثة أعضاء بمجلس التعاون الخليجي (المملكة العربية السعودية، ودولة الإمارات العربية المتحدة، ومملكة البحرين) سفراءهم من دولة قطر. ويُعَدُّ هذا الحدث الأول من نوعه على مرِّ تاريخ مجلس التعاون الخليجي منذ نشأته، التي تجاوزت الثلاثة عقود؛ حيث جاء هذا التصعيد من قِبَل الدول الثلاث ردًّا على السياسة القطرية، التي -كما ورد في البيان المشترك الخاص بسحب السفراء- تتنافى مع الاتفاق الأمني الذي وقَّعه قادة الدول الست الأعضاء بالمجلس، في يناير/ كانون الثاني 2014م، والذي يكفل عدم التدخُّل في الشؤون الداخلية لأي من دول المجلس، بشكل مباشر أو غير مباشر، وعدم دعم كل مَنْ يعمل على تهديد أمن واستقرار دول المجلس، من منظمات أو أفراد؛ سواء عن طريق العمل الأمني المباشر، أم عن طريق محاولة التأثير السياسي، وعدم دعم الإعلام المعادي، كما علَّلت الدول الثلاث موقفها بسحب السفراء بعدم التزام الحكومة القطرية باتفاق الرياض، الذي وقَّع عليه أمير دولة قطر الشيخ تميم بن حمد آل ثاني.
أما الموقف القطري إزاء سحب السفراء، في بيان لوزارة الخارجية القطرية، فقد أكدت دولة قطر أنها لن تقوم بالمثل، ولن تسحب سفراءها من الدول الثلاث، وأكدت إنها تحرص على دوام وحسن علاقتها بأشقائها الخليجيين.
في يوم 5 يونيو 2017م قررت كل من: السعودية، البحرين، اليمن، الإمارات، مصر، ليبيا، موريشيوس، جزر المالديف قطع العلاقات الدبلوماسية مع دولة قطر، بسبب دعمها الإرهاب.
وفي 5 يناير 2021، حدثت المصالحة الخليجية وعودة اللحمة الخليجية وتفعيل مجلس التعاون وتفعيل جميع الاتفاقيات الخليجية كاملة حيث اعلنت السعودية، بجانب الإمارات، والبحرين، ومصر عودة جميع العلاقات مع دولة قطر بعد توقيعهم بيان قمة العلا في السعودية.

## العلاقات الدبلوماسية
فيما يلي بيان بالدول التي تربطها علاقات دبلوماسية مع قطر
| #   | الدولة                      | التاريخ        |
| --- | --------------------------- | -------------- |
| 1   | المملكة المتحدة             | 6 سبتمبر 1971  |
| 2   | السعودية                    | 12 أكتوبر 1971 |
| 3   | إيران                       | 16 أكتوبر 1971 |
| 4   | مصر                         | 1 نوفمبر 1971  |
| 5   | الكويت                      | 15 ديسمبر 1971 |
| 6   | فرنسا                       | 5 يناير 1972   |
| —   | سوريا (معلقة)               | 19 يناير 1972  |
| 7   | العراق                      | 6 مارس 1972    |
| 8   | الولايات المتحدة            | 19 مارس 1972   |
| 9   | لبنان                       | 11 أبريل 1972  |
| 10  | الهند                       | 12 أبريل 1972  |
| 11  | السودان                     | 30 أبريل 1972  |
| 12  | اليابان                     | 9 مايو 1972    |
| 13  | الأردن                      | 18 مايو 1972   |
| 14  | اليمن                       | 20 مايو 1972   |
| 15  | هولندا                      | 15 يونيو 1972  |
| 16  | تونس                        | 20 يونيو 1972  |
| 17  | سلطنة عمان                  | 27 يونيو 1972  |
| 18  | المغرب                      | 4 سبتمبر 1972  |
| 19  | تشاد                        | 13 ديسمبر 1972 |
| 20  | باكستان                     | 16 ديسمبر 1972 |
| 21  | إسبانيا                     | 22 ديسمبر 1972 |
| 22  | ألمانيا                     | 15 يناير 1973  |
| 23  | أفغانستان                   | 16 يناير 1973  |
| 24  | إيطاليا                     | 15 فبراير 1973 |
| 25  | النمسا                      | 5 مارس 1973    |
| 26  | موريتانيا                   | 16 مارس 1973   |
| 27  | تركيا                       | 20 مارس 1973   |
| 28  | السويد                      | 29 مارس 1973   |
| 29  | فنزويلا                     | 24 مايو 1973   |
| 30  | السنغال                     | 5 يونيو 1973   |
| 31  | النرويج                     | 9 يونيو 1973   |
| 32  | الجزائر                     | 18 يوليو 1973  |
| 33  | سويسرا                      | 12 سبتمبر 1973 |
| 34  | بلجيكا                      | 21 نوفمبر 1973 |
| 35  | اليونان                     | نوفمبر 1973    |
| 36  | كندا                        | 2 فبراير 1974  |
| 37  | الصومال                     | 3 فبراير 1974  |
| 38  | فنلندا                      | 1 أبريل 1974   |
| 39  | كوريا الجنوبية              | 18 أبريل 1974  |
| 40  | البرازيل                    | 20 مايو 1974   |
| 41  | الأرجنتين                   | 15 يونيو 1974  |
| 42  | ماليزيا                     | 26 يونيو 1974  |
| 43  | أيرلندا                     | سبتمبر 1974    |
| 44  | بوروندي                     | 26 أكتوبر 1974 |
| 45  | الدنمارك                    | 15 ديسمبر 1974 |
| 46  | الكاميرون                   | 27 فبراير 1975 |
| 47  | مالطا                       | 18 يونيو 1975  |
| 48  | بنغلاديش                    | 25 يونيو 1975  |
| 49  | المكسيك                     | 30 يونيو 1975  |
| 50  | ليبيا                       | 19 نوفمبر 1975 |
| 51  | الإكوادور                   | 1975           |
| 52  | أوغندا                      | 1975           |
| 53  | الإمارات العربية المتحدة    | 1975           |
| 54  | سريلانكا                    | 13 يونيو 1976  |
| 55  | إندونيسيا                   | 10 نوفمبر 1976 |
| 56  | نيبال                       | 21 يناير 1977  |
| 57  | مالي                        | 1977           |
| 58  | غامبيا                      | 22 يناير 1978  |
| 59  | الغابون                     | 25 نوفمبر 1979 |
| 60  | أستراليا                    | 1 مايو 1980    |
| 61  | لوكسمبورغ                   | 3 مايو 1980    |
| 62  | تايلاند                     | 7 أغسطس 1980   |
| 63  | سيراليون                    | 1980           |
| 64  | الفلبين                     | 5 مايو 1981    |
| 65  | غانا                        | 25 يوليو 1981  |
| 66  | البرتغال                    | 1 مايو 1982    |
| 67  | تشيلي                       | 9 يونيو 1982   |
| 68  | زامبيا                      | 25 يونيو 1982  |
| 69  | النيجر                      | 14 سبتمبر 1982 |
| 70  | تنزانيا                     | 13 ديسمبر 1982 |
| 71  | سيشل                        | 7 أبريل 1984   |
| 72  | المالديف                    | 26 مايو 1984   |
| 73  | نيوزيلندا                   | 10 نوفمبر 1984 |
| 74  | سنغافورة                    | 24 نوفمبر 1984 |
| 75  | جمهورية إفريقيا الوسطى      | 1 أغسطس 1985   |
| 76  | موريشيوس                    | 1986           |
| 77  | الأوروغواي                  | 16 مارس 1987   |
| 78  | غينيا                       | 1 يناير 1988   |
| 79  | الصين                       | 9 يوليو 1988   |
| 80  | روسيا                       | 1 أغسطس 1988   |
| 81  | بوركينا فاسو                | 23 أكتوبر 1988 |
| —   | دولة فلسطين                 | 7 يناير 1989   |
| 82  | صربيا                       | 24 أغسطس 1989  |
| 83  | بولندا                      | 16 أكتوبر 1989 |
| 84  | بيرو                        | 7 نوفمبر 1989  |
| 85  | كوبا                        | 13 ديسمبر 1989 |
| 86  | جمهورية التشيك              | 14 أكتوبر 1990 |
| 87  | بلغاريا                     | 16 أكتوبر 1990 |
| 88  | المجر                       | 18 أكتوبر 1990 |
| 89  | رومانيا                     | 22 أكتوبر 1990 |
| 90  | نيكاراغوا                   | 15 أغسطس 1991  |
| 91  | بروناي                      | 2 أكتوبر 1991  |
| 92  | غينيا بيساو                 | 27 يوليو 1992  |
| 93  | ألبانيا                     | 26 أغسطس 1992  |
| 94  | ليتوانيا                    | 25 نوفمبر 1992 |
| 95  | كرواتيا                     | 5 ديسمبر 1992  |
| 96  | سلوفينيا                    | 15 ديسمبر 1992 |
| 97  | سلوفاكيا                    | 1 يناير 1993   |
| 98  | كوريا الشمالية              | 11 يناير 1993  |
| 99  | البوسنة والهرسك             | 22 يناير 1993  |
| 100 | فيتنام                      | 8 فبراير 1993  |
| 101 | جورجيا                      | 16 مارس 1993   |
| 102 | أوكرانيا                    | 13 أبريل 1993  |
| 103 | كازاخستان                   | 1 يوليو 1993   |
| 104 | إرتريا                      | 5 يوليو 1993   |
| 105 | جنوب أفريقيا                | 10 مايو 1994   |
| 106 | موزمبيق                     | 11 يونيو 1994  |
| 107 | ساحل العاج                  | 29 يوليو 1994  |
| 108 | أذربيجان                    | 14 سبتمبر 1994 |
| 109 | طاجيكستان                   | 13 ديسمبر 1994 |
| 110 | إثيوبيا                     | 16 يوليو 1995  |
| 111 | كولومبيا                    | 5 سبتمبر 1995  |
| 112 | أنغولا                      | 1995           |
| 113 | بيلاروس                     | 16 يناير 1996  |
| 114 | مقدونيا الشمالية            | 25 يونيو 1996  |
| 115 | غيانا                       | 23 أغسطس 1996  |
| 116 | ناميبيا                     | 16 أكتوبر 1996 |
| 117 | تركمانستان                  | 22 نوفمبر 1996 |
| 118 | لاتفيا                      | 10 ديسمبر 1996 |
| 119 | البحرين                     | 2 مارس 1997    |
| 120 | إستونيا                     | 24 أبريل 1997  |
| 121 | توغو                        | 16 مايو 1997   |
| 122 | مولدوفا                     | 13 يونيو 1997  |
| 123 | سورينام                     | 24 أكتوبر 1997 |
| 124 | أرمينيا                     | 5 نوفمبر 1997  |
| 125 | أوزبكستان                   | 27 نوفمبر 1997 |
| 126 | منغوليا                     | 21 يناير 1998  |
| 127 | قيرغيزستان                  | 3 مارس 1998    |
| 128 | زيمبابوي                    | 11 يونيو 1998  |
| 129 | بنين                        | 2 نوفمبر 1999  |
| 130 | جمهورية الدومينيكان         | 19 يناير 2000  |
| 131 | جمهورية الكونغو             | 25 أبريل 2000  |
| 132 | قبرص                        | 21 فبراير 2001 |
| 133 | ليسوتو                      | 10 أبريل 2001  |
| 134 | أيسلندا                     | 24 يناير 2002  |
| 135 | بنما                        | 8 فبراير 2002  |
| 136 | غرينادا                     | 28 مارس 2002   |
| 137 | بليز                        | 17 مايو 2002   |
| 138 | فانواتو                     | 16 سبتمبر 2002 |
| 139 | إسواتيني                    | 31 أكتوبر 2002 |
| 140 | باراغواي                    | 8 نوفمبر 2002  |
| —   | الكرسي الرسولي              | 18 نوفمبر 2002 |
| 141 | سان مارينو                  | 3 مايو 2003    |
| 142 | تيمور الشرقية               | مايو 2003      |
| 143 | جامايكا                     | 27 يونيو 2003  |
| 144 | السلفادور                   | 24 سبتمبر 2003 |
| 145 | كينيا                       | 28 ديسمبر 2003 |
| 146 | دومينيكا                    | 20 فبراير 2004 |
| 147 | كوستاريكا                   | 18 مارس 2004   |
| 148 | بوليفيا                     | 6 يوليو 2004   |
| 149 | لاوس                        | 3 فبراير 2005  |
| 150 | بالاو                       | 17 فبراير 2005 |
| 151 | الرأس الأخضر                | 23 مارس 2005   |
| 152 | ميانمار                     | 26 سبتمبر 2005 |
| 153 | أنتيغوا وباربودا            | 9 أكتوبر 2006  |
| 154 | الجبل الأسود                | 16 نوفمبر 2006 |
| 155 | بوتسوانا                    | 20 نوفمبر 2006 |
| 156 | موناكو                      | 26 ديسمبر 2006 |
| 157 | غواتيمالا                   | 27 فبراير 2007 |
| 158 | أندورا                      | 15 مايو 2007   |
| 159 | باربادوس                    | 4 ديسمبر 2007  |
| 160 | كمبوديا                     | 1 أبريل 2008   |
| 161 | ليبيريا                     | 3 نوفمبر 2009  |
| 162 | فيجي                        | 20 أكتوبر 2010 |
| 163 | نيجيريا                     | 2010           |
| —   | كوسوفو                      | 7 يناير 2011   |
| 164 | جزر سليمان                  | 8 فبراير 2011  |
| 165 | ناورو                       | 11 فبراير 2011 |
| 166 | ساموا                       | 9 مارس 2011    |
| 167 | توفالو                      | 29 مارس 2012   |
| 168 | مالاوي                      | 26 سبتمبر 2012 |
| 169 | سانت لوسيا                  | 1 مارس 2013    |
| 170 | جزر البهاما                 | 1 أغسطس 2013   |
| 171 | هايتي                       | 5 أغسطس 2013   |
| 172 | هندوراس                     | 7 أبريل 2014   |
| 173 | ليختنشتاين                  | 26 يونيو 2014  |
| 174 | كيريباتي                    | 28 مارس 2016   |
| 175 | بابوا غينيا الجديدة         | 22 فبراير 2017 |
| 176 | سانت فينسنت والغرينادين     | 20 مارس 2017   |
| 177 | رواندا                      | 4 مايو 2017    |
| 178 | سانت كيتس ونيفيس            | 16 أغسطس 2017  |
| 179 | ترينيداد وتوباغو            | 6 يونيو 2019   |
| 180 | جمهورية الكونغو الديمقراطية | 6 نوفمبر 2019  |
| 181 | جنوب السودان                | 10 ديسمبر 2020 |
| 182 | غينيا الإستوائية            | 7 أبريل 2021   |
| 183 | ساو تومي وبرينسيب           | 4 مايو 2021    |
| 184 | مدغشقر                      | 24 سبتمبر 2021 |
| 185 | جزر مارشال                  | 12 يوليو 2023  |
| 186 | تونغا                       | 17 فبراير 2024 |
| 187 | جيبوتي                      | مجهول          |